# Amiculus subglabricollis
Amiculus subglabricollis är en skalbaggsart som först beskrevs av Bruch 1926.  Amiculus subglabricollis ingår i släktet Amiculus och familjen stumpbaggar. Inga underarter finns listade i Catalogue of Life.